# Jean VII le Grammairien
Pour les articles homonymes, voir Jean le Grammairien et Jean VII.
Jean VII le Grammairien (en grec Ιωάννης Ζ΄ Γραμματικός, Ioannes VII Grammaticos), appelé parfois Jean Hylilas, est un patriarche de Constantinople ayant exercé ses fonctions du 21 janvier 837 au 4 mars 843. Il est mort avant 867.

## Famille
Selon le récit du continuateur de Théophane, il serait fils du « magicien » Pankratios et frère d'Arsaber, fait patrice par l'empereur Théophile. Cet Arsaber ne serait autre que le patrice homonyme, marié à Marie, une sœur de l'impératrice Théodora, la femme de Théophile, et frère d'Irène, mère du futur patriarche Photios.
La chronique du pseudo-Syméon Magistros le dit né d'une obscure famille d'origine assyrienne, mais plus loin, comme le continuateur de Théophane, il le déclare issu de la grande famille byzantine des Môrocharzanioi. Cependant, il est difficile d'en tirer des renseignements utiles, car cette famille n'est connue que plus tardivement. Une origine assyrienne était aussi attribuée à l'empereur Léon V l'Arménien, lequel était marié à une Théodosia, fille d'un Arsaber qui était patrice et questeur en 802. Il est possible que Jean le Grammairien et le patrice Arsaber aient été petit-fils par leur mère de ce premier Arsaber, et donc neveu par alliance de Léon V l'Arménien.
Une parenté est attestée entre le patriarche Photios et le roi arménien Achot Ier Bagratouni. Le père supposé de Jean le Grammairien, grand-père de Photios, porte le prénom de Pankratios, la forme grecque du prénom arménien Bagrat, typique des Bagratouni. Chronologiquement, ce Bagrat pourrait être fils de Smbat VII Bagratouni.
|  |  |                                 |                                 |                                 |                                 |                                   |                                   |                                   |                                   | Smbat VII († 775) sparapet        | Smbat VII († 775) sparapet        | Smbat VII († 775) sparapet     | Smbat VII († 775) sparapet     | Smbat VII († 775) sparapet     | Smbat VII († 775) sparapet     |  |  |                    |                    |                    |                    |                              |                              |                              |                              |                                    |                                    |                                    |                                    |                                    |                                    |    |    |                  |                  | Arsaber patrice  | Arsaber patrice  | Arsaber patrice               | Arsaber patrice               | Arsaber patrice               | Arsaber patrice               |                               |                               |                         |                         |                         |                         |  |  |                               |                               |                               |                               |                               |                               |  |  |  |  |
|  |  |                                 |                                 |                                 |                                 |                                   |                                   |                                   |                                   | Smbat VII († 775) sparapet        | Smbat VII († 775) sparapet        | Smbat VII († 775) sparapet     | Smbat VII († 775) sparapet     | Smbat VII († 775) sparapet     | Smbat VII († 775) sparapet     |  |  |                    |                    |                    |                    |                              |                              |                              |                              |                                    |                                    |                                    |                                    |                                    |                                    |    |    |                  |                  | Arsaber patrice  | Arsaber patrice  | Arsaber patrice               | Arsaber patrice               | Arsaber patrice               | Arsaber patrice               |                               |                               |                         |                         |                         |                         |  |  |                               |                               |                               |                               |                               |                               |  |  |  |  |
|  |  |                                 |                                 |                                 |                                 |                                   |                                   |                                   |                                   |                                   |                                   |                                |                                |                                |                                |  |  |                    |                    |                    |                    |                              |                              |                              |                              |                                    |                                    |                                    |                                    |                                    |                                    |    |    |                  |                  |                  |                  |                               |                               |                               |                               |                               |                               |                         |                         |                         |                         |  |  |                               |                               |                               |                               |                               |                               |  |  |  |  |
|  |  |                                 |                                 |                                 |                                 | Achot IV († 826) prince d'Arménie | Achot IV († 826) prince d'Arménie | Achot IV († 826) prince d'Arménie | Achot IV († 826) prince d'Arménie | Achot IV († 826) prince d'Arménie | Achot IV († 826) prince d'Arménie |                                |                                |                                |                                |  |  |                    |                    |                    |                    | Pankratios ou Bagrat († 792) | Pankratios ou Bagrat († 792) | Pankratios ou Bagrat († 792) | Pankratios ou Bagrat († 792) | Pankratios ou Bagrat († 792)       | Pankratios ou Bagrat († 792)       |                                    |                                    | Ne                                 | Ne                                 | Ne | Ne | Ne               | Ne               |                  |                  | Theodosia x Léon V l'Arménien | Theodosia x Léon V l'Arménien | Theodosia x Léon V l'Arménien | Theodosia x Léon V l'Arménien | Theodosia x Léon V l'Arménien | Theodosia x Léon V l'Arménien |                         |                         |                         |                         |  |  |                               |                               |                               |                               |                               |                               |  |  |  |  |
|  |  |                                 |                                 |                                 |                                 | Achot IV († 826) prince d'Arménie | Achot IV († 826) prince d'Arménie | Achot IV († 826) prince d'Arménie | Achot IV († 826) prince d'Arménie | Achot IV († 826) prince d'Arménie | Achot IV († 826) prince d'Arménie |                                |                                |                                |                                |  |  |                    |                    |                    |                    | Pankratios ou Bagrat († 792) | Pankratios ou Bagrat († 792) | Pankratios ou Bagrat († 792) | Pankratios ou Bagrat († 792) | Pankratios ou Bagrat († 792)       | Pankratios ou Bagrat († 792)       |                                    |                                    | Ne                                 | Ne                                 | Ne | Ne | Ne               | Ne               |                  |                  | Theodosia x Léon V l'Arménien | Theodosia x Léon V l'Arménien | Theodosia x Léon V l'Arménien | Theodosia x Léon V l'Arménien | Theodosia x Léon V l'Arménien | Theodosia x Léon V l'Arménien |                         |                         |                         |                         |  |  |                               |                               |                               |                               |                               |                               |  |  |  |  |
|  |  |                                 |                                 |                                 |                                 |                                   |                                   |                                   |                                   |                                   |                                   |                                |                                |                                |                                |  |  |                    |                    |                    |                    |                              |                              |                              |                              |                                    |                                    |                                    |                                    |                                    |                                    |    |    |                  |                  |                  |                  |                               |                               |                               |                               |                               |                               |                         |                         |                         |                         |  |  |                               |                               |                               |                               |                               |                               |  |  |  |  |
|  |  |                                 |                                 |                                 |                                 |                                   |                                   |                                   |                                   |                                   |                                   |                                |                                |                                |                                |  |  |                    |                    |                    |                    |                              |                              |                              |                              |                                    |                                    |                                    |                                    |                                    |                                    |    |    |                  |                  |                  |                  |                               |                               |                               |                               |                               |                               |                         |                         |                         |                         |  |  |                               |                               |                               |                               |                               |                               |  |  |  |  |
|  |  | Smbat VIII († 862) sparapet     | Smbat VIII († 862) sparapet     | Smbat VIII († 862) sparapet     | Smbat VIII († 862) sparapet     | Smbat VIII († 862) sparapet       | Smbat VIII († 862) sparapet       |                                   |                                   | Bagrat († 852) prince du Taron    | Bagrat († 852) prince du Taron    | Bagrat († 852) prince du Taron | Bagrat († 852) prince du Taron | Bagrat († 852) prince du Taron | Bagrat († 852) prince du Taron |  |  | Irène x Sergeios   | Irène x Sergeios   | Irène x Sergeios   | Irène x Sergeios   | Irène x Sergeios             | Irène x Sergeios             |                              |                              | Jean VII le grammairien patriarche | Jean VII le grammairien patriarche | Jean VII le grammairien patriarche | Jean VII le grammairien patriarche | Jean VII le grammairien patriarche | Jean VII le grammairien patriarche |    |    | Arsaber patrice  | Arsaber patrice  | Arsaber patrice  | Arsaber patrice  | Arsaber patrice               | Arsaber patrice               |                               |                               | Maria                         | Maria                         | Maria                   | Maria                   | Maria                   | Maria                   |  |  | Théodora x Théophile empereur | Théodora x Théophile empereur | Théodora x Théophile empereur | Théodora x Théophile empereur | Théodora x Théophile empereur | Théodora x Théophile empereur |  |  |  |  |
|  |  | Smbat VIII († 862) sparapet     | Smbat VIII († 862) sparapet     | Smbat VIII († 862) sparapet     | Smbat VIII († 862) sparapet     | Smbat VIII († 862) sparapet       | Smbat VIII († 862) sparapet       |                                   |                                   | Bagrat († 852) prince du Taron    | Bagrat († 852) prince du Taron    | Bagrat († 852) prince du Taron | Bagrat († 852) prince du Taron | Bagrat († 852) prince du Taron | Bagrat († 852) prince du Taron |  |  | Irène x Sergeios   | Irène x Sergeios   | Irène x Sergeios   | Irène x Sergeios   | Irène x Sergeios             | Irène x Sergeios             |                              |                              | Jean VII le grammairien patriarche | Jean VII le grammairien patriarche | Jean VII le grammairien patriarche | Jean VII le grammairien patriarche | Jean VII le grammairien patriarche | Jean VII le grammairien patriarche |    |    | Arsaber patrice  | Arsaber patrice  | Arsaber patrice  | Arsaber patrice  | Arsaber patrice               | Arsaber patrice               |                               |                               | Maria                         | Maria                         | Maria                   | Maria                   | Maria                   | Maria                   |  |  | Théodora x Théophile empereur | Théodora x Théophile empereur | Théodora x Théophile empereur | Théodora x Théophile empereur | Théodora x Théophile empereur | Théodora x Théophile empereur |  |  |  |  |
|  |  |                                 |                                 |                                 |                                 |                                   |                                   |                                   |                                   |                                   |                                   |                                |                                |                                |                                |  |  |                    |                    |                    |                    |                              |                              |                              |                              |                                    |                                    |                                    |                                    |                                    |                                    |    |    |                  |                  |                  |                  |                               |                               |                               |                               |                               |                               |                         |                         |                         |                         |  |  |                               |                               |                               |                               |                               |                               |  |  |  |  |
|  |  |                                 |                                 |                                 |                                 |                                   |                                   |                                   |                                   |                                   |                                   |                                |                                |                                |                                |  |  |                    |                    |                    |                    |                              |                              |                              |                              |                                    |                                    |                                    |                                    |                                    |                                    |    |    |                  |                  |                  |                  |                               |                               |                               |                               |                               |                               |                         |                         |                         |                         |  |  |                               |                               |                               |                               |                               |                               |  |  |  |  |
|  |  | Achot Ier († 890) roi d'Arménie | Achot Ier († 890) roi d'Arménie | Achot Ier († 890) roi d'Arménie | Achot Ier († 890) roi d'Arménie | Achot Ier († 890) roi d'Arménie   | Achot Ier († 890) roi d'Arménie   |                                   |                                   |                                   |                                   |                                |                                |                                |                                |  |  | Photios patriarche | Photios patriarche | Photios patriarche | Photios patriarche | Photios patriarche           | Photios patriarche           |                              |                              |                                    |                                    |                                    |                                    |                                    |                                    |    |    | Bardas magistros | Bardas magistros | Bardas magistros | Bardas magistros | Bardas magistros              | Bardas magistros              |                               |                               | Stéphanos régent en 913       | Stéphanos régent en 913       | Stéphanos régent en 913 | Stéphanos régent en 913 | Stéphanos régent en 913 | Stéphanos régent en 913 |  |  |                               |                               |                               |                               |                               |                               |  |  |  |  |

Le savant contemporain Léon le Mathématicien était également de sa parenté.

## Biographie
Au début de l'année 814, il est higoumène du monastère des Saints-Serge-et-Bacchus, dépendant du palais impérial ; il avait été auparavant lecteur et moine dans le monastère urbain des Hodêgoi et destinataire de deux lettres de Théodore Studite, qui le montrent non seulement iconodoule, mais peintre d'icônes. Au printemps 814, l'empereur Léon V l'Arménien le charge, avec Antoine Kassymatas, évêque de Syllaion, de retrouver et réunir des textes religieux soutenant la doctrine de l'iconoclasme, un travail qu'il mène à bien jusqu'au mois de décembre de la même année : le jour de Noël 814, une dispute est organisée au palais, en présence de l'empereur, entre la commission iconoclaste et un groupe de défenseurs des images menés par le patriarche Nicéphore, avec notamment à ses côtés Théodore Studite. Après la déposition du patriarche Nicéphore, en mars 815, et la convocation d'un synode destiné à reproclamer l'iconoclasme comme doctrine officielle, il n'est apparemment pas possible de le faire élire à la succession, sans doute du fait de sa trop grande jeunesse (il est probablement né vers 780), mais il reste l'homme de confiance de l'empereur.
Jean était renommé pour sa grande science (reconnue par son surnom de Γραμματικός, soit Grammaticos, qui signifie « professeur ») et pour sa maîtrise rhétorique dans les débats relatifs à la querelle des Images. Il fut chargé par l'empereur Michel II de l'instruction de son héritier Théophile, et c'est sous son influence que celui-ci acquit de fortes convictions iconoclastes. À l'avènement de Théophile, Jean fut nommé synkellos, une position qui faisait de lui le successeur attendu du patriarche. Un nouveau synode fut réuni dès 831 pour confirmer et rendre plus rigoureux le bannissement des images, et l'intransigeance de Théophile dans ce domaine fut ensuite attribuée à l'influence de son maître et mentor Jean.
En 830, Jean effectua une ambassade auprès du calife al-Mamun, mais il n'empêcha que partiellement une guerre entre l'Empire byzantin et les Abbassides. Il rapporta les plans du palais abbasside de Bagdad, et, après avoir persuadé l'empereur Théophile de l'en charger, supervisa la construction d'un édifice semblable, le palais de Bryas, « à la ressemblance des architectures sarrasines », dans la banlieue asiatique de Constantinople.
La période de son patriarcat est très mal connue : il accéda à cette dignité en 837 avec le soutien de Théophile ; le fait que les sources iconodoules très virulentes contre sa personne ne trouvent rien à dire sur les années où il fut à la plus haute responsabilité dans l'Église semble indiquer qu'il ne dut vraiment pas se montrer intolérant. La mort prématurée de son ancien élève fut suivie un peu plus d'un an après par sa chute ; sa déposition sur l'ordre de la veuve de Théophile, Théodora, est le prélude à la fin de l'iconoclasme. Jean ne participa pas à la réunion tenue le 4 mars 843 chez le ministre Théoctiste, et fut déposé en son absence. Les détails donnés par les écrivains postérieurs sur les circonstances de son retrait, qui le représentent comme un imposteur ou un fou, sont fort peu vraisemblables ; en réalité, il dut seulement se retirer sans opposer de résistance. Il aurait vécu ensuite jusqu'au début des années 860, mais il ne joua plus aucun rôle public.

## Le «patriarche sorcier»
On n'a conservé de Jean que quelques brefs fragments de texte cités par ses adversaires, et il est connu essentiellement par les écrits des iconophiles, généralement très hostiles à son endroit. Dans de très nombreux textes, il est présenté comme un magicien ou un sorcier : le chroniqueur contemporain Georges le Moine l'appelle « un autre Jannès ou Simon le Magicien, célèbre pour les lécanomancies, les sorcelleries et les pratiques honteuses » ; la Vie de l'impératrice Théodora (après 867) le caractérise comme « chef des devins et des démons, en vérité le nouvel Apollonios et le nouveau Balaam qui est apparu de nos jours pour présider des rites néfastes et des lécanomancies […], initié et inventeur de toute activité monstrueuse et odieuse à Dieu » ; dans les Lettres à Théophile dites des Trois Patriarches et de Jean Damascène, il est le « précurseur de l'Antéchrist… pseudo-prophète Balaam », complice d'une « pythonisse ventriloque » pour s'insinuer dans les bonnes grâces de Léon l'Arménien, avec son collègue Antoine Kassymatas « nouveaux Jannès et Jambrès, sorciers, magiciens et astrologues pharaoniques ». Dans sa Vie du patriarche Nicéphore, Ignace le Diacre demande à Léon l'Arménien assassiné : « Où a-t-elle abouti, la sorcellerie à laquelle tu as participé fatalement ? […] Comment les grammairiens ventriloques qui ont déterminé ton règne en éructant de longues années pour toi n'ont-ils pas prévu par divination le coup d'épée qui t'a frappé ? ». Dans l'hymne célébrant la restauration des images en 843, dû sans doute au patriarche Méthode, on lit : « Les prodiges et les divinations de l'ennemi du Christ ont été abolis. Il s'est mis au rang des païens en se prévalant de leurs écrits […] Quelle langue racontera tes enseignements occultes, profanes et nocifs à l'esprit ? ou la prophétie de ta voix ventriloque, Jean au nom trompeur, précurseur de l'Antéchrist Satan? Tu ne devais pas t'appeler de ce nom, scélérat, mais plutôt de celui de Pythagore, de Saturne, d'Apollon, ou d'un des autres dieux dont tu as imité la vie et les débauches ».
Il s'agit là de textes à peu près contemporains. Selon le Continuateur de Théophane (Xe siècle), l'empereur Théophile promut Jean patriarche à cause de prédictions faites « par lécanomancie et sorcellerie ». Dans la villa de son frère, le patrice Arsabèr, située dans le faubourg de Saint-Phocas, il s'était fait construire un appartement souterrain avec un « laboratoire du mal » (πονηρόν έργαστήριον) où il se livrait à l'hépatoscopie, la lécanomancie, la nécromancie et autres formes de divination et de sorcellerie, aidé d'une troupe de jolies moniales qui lui servaient de médiums et avec lesquelles il ne manquait pas de s'adonner à la débauche.
Toutes ces imputations convergentes, même dictées par la malveillance et le fanatisme religieux, pourraient reposer sur un fond de vérité : Jean aurait pu verser dans différentes sciences occultes (astrologie, alchimie, etc.), il aurait pu pratiquer des formes de divination et se référait à des textes et traditions antiques sur ces sujets. Les quelques manuscrits grecs qui ont été conservés du début du IXe siècle montrent qu'à l'époque seuls les textes de nature scientifique et technique de l'Antiquité étaient recopiés (a priori par Jean et son milieu, sans qu'on puisse en dire davantage), et que ces textes portaient notamment sur l'astronomie-astrologie (les deux indissociables) et sur la médecine (souvent liée à l'alchimie) : l'Almageste de Ptolémée (Parisinus graecus 2389), le commentaire de Théon et de Pappus sur Ptolémée (Laurentianus 28, 18), les travaux d'Étienne d'Alexandrie au fondement du Vaticanus graecus 1291 et du Leidensis BPG 78, tous deux datés des années 813-820 et peut-être recopiés, complétés et annotés de la main de Jean lui-même ; pour la médecine, un Dioscoride illustré (Parisinus graecus 2179), un Paul d'Égine conservé par fragments dans trois manuscrits de Paris.